# Joseph Vialatoux
Joseph Vialatoux (* 2. Juli 1880 in Grézieu-la-Varenne; † 2. März 1970 in Vaugneray) war ein französischer Philosoph, Sohn eines ländlichen Notars. Nach einem Treffen mit Marius Gonin verzichtete er auf eine Laufbahn im Dienst des militanten protestantisch-christlichen Sozialdienstes und wurde ein Vertreter der sozialistischen Katholiken von Lyon. Als Journalist und Vortragsredner nahm er an der Herausgabe der „Chronique du Sud-Est“ (später Chronique sociale) teil.
In der Folgezeit wurde er Professor der Philosophie, Redakteur der Chronique sociale und erhielt den Auftrag für die „Semaines sociales de France“.

## Schriften
- Les catholiques lyonnais et la Chronique Sociale, Christian Ponson, Lyon 1979.
- La Liberté de la Personne Humaine (P.U.F.)
- La Philosophie séparatiste de Locke et l'irresponsabilité libérale, 1913.
- Un Grand débat catholique et français: Témoignages sur l'Action française, Paris 1927.
- La Doctrine catholique et l'école de Maurras, étude critique [Texte imprimé], Paris 1927.
- Le Discours et l'intuition: leçons philosophiques sur la connaissance humaine et la croyance, introductives à l'étude de la logique et de la métaphysique, Préface de Jacques Chevalier, Paris 1930.
- Morale et politique: réflexions sur les études du P. de Broglie, science politique et doctrine chrétienne, 1931.
- Philosophie économique: études critiques sur le naturalisme, 1932.
- La Cité totalitaire de Hobbes: théorie naturaliste de la civilisation: essai sur la signification de l'existence historique du totalitarisme, 1935.
- De Durkheim à Bergson, Ed. Bloud & Gay, 1939.
- Pour lire Platon, Paris 1939.
- Le Problème de la légitimité du pouvoir, Vichy, ou de Gaulle ?, Paris 1945.
- L'intention philosophique, Paris 1952.
- Signification humaine du travail, Paris 1953.
- La morale de Kant, Paris 1956.
- Le peuplement humain: faits et questions, doctrines et théories, signification humaines du mariage. Tome premier, Faits et questions, Paris 1957
- Le peuplement humain: faits et questions, doctrines et théories, signification humaine du mariage. Tome II, Doctrines et théories, Signification humaine du mariage, Paris 1959.
- La répression et la torture: essai de philosophie morale et politique, 1957.